# Трибш
Трибш (пол. Trybsz, нім. Treibs) — село в Польщі, у гміні Лапше-Нижнє Новотарзького повіту Малопольського воєводства.
Населення — 835 осіб (2021).
У 1975—1998 роках село належало до Новосондецького воєводства.

## Географія
Селом протікає річка Білка.

## Демографія
Демографічна структура станом на 2021 рік:
|          | Загалом | Допрацездатний вік | Працездатний вік | Постпрацездатний вік |
| -------- | ------- | ------------------ | ---------------- | -------------------- |
| Чоловіки | 419     | 83                 | 276              | 60                   |
| Жінки    | 416     | 77                 | 237              | 102                  |
| Разом    | 835     | 160                | 513              | 162                  |